# ジョークプログラム
ジョークプログラムとは、ジョークのネタやいたずらに用いることを目的とするソフトウェアのことである。

## 概要
このプログラムは、コンピュータを使って冗談や悪戯をやるときなどに利用されるものだが、コンピュータへの攻撃を目的とするコンピュータウイルス、嫌がらせを目的とするブラウザクラッシャー、あるいは情報を盗み取る目的とするスパイウェア類といったマルウェア（悪質な挙動をするソフトウェア）の類とは異なる目的のために作られている。
UNIXやMS-DOSなどのCUI環境でミススペルに別のコマンドを仕込んだり（有名な例としてslがある）本来起こり得ない事象を発生させるものとして、Windowsが動作しているパーソナルコンピュータにMac OSの起動画面を表示させるソフトウェアや、無意味なダイアログを発生させるもの、閉じるためにクリックしようとマウスカーソルを近づけると逃げるダイアログ、意図しないタイミングで発動する単純なコンピュータゲーム、突然マウスカーソルが巨大化してしまうソフトウェア、各種設定を一時的に書き換えて予期しない動作を発生させるものなど様々である。ほかにもマイクロソフトが制作した、スクリーンセーバーとして、ブルースクリーンを表示させる「ブルースクリーン・スクリーンセーバー」などがある。
出来の悪いものや悪質なものでは、動作後の復旧方法が十分でないものも見られるが、その多くでは一過性の影響を与えるだけで、特に設定などを置き換えるタイプのものでは、原状復帰方法がきちんと示されていたり自動化されていたりといった配慮も見られる。
ソフトウェア的にも簡単なものが多く、1980年代には既にパソコン通信やプログラム投稿誌などにもそういった作品が見られたほか、インターネット利用が始まりだした1990年代には様々なジョークプログラムが流通しており、中にはこれを媒体に広告を行うとした企業も米国で発生している。現在でもプログラムの習作的な意味合いでこれを作る者がおり、そういった習作プログラムも含めると膨大な量がインターネット上で流布されている。

### 注意点
ただし、ジョークプログラム自体の設計ミスやバグといった不具合や、これが他のソフトウェアによって影響を受けたり、逆に悪影響を与えたりといった想定外の被害が出ることは有り得る。中にはコンピュータウイルスに汚染されていたり、あるいはジョークプログラムと偽って流布されているマルウェアも存在する。
これらは、コンピュータに被害を与えることを意図したプログラムではないが、故障との誤認、本来行うべき作業の妨害など、副次的なトラブルを招く恐れはある。特に“冗談が通用しない”相手に使うとその危険が大きい。中には悪戯の範疇として、他人や公共のコンピュータ起動時に勝手に読み込まれ実行される形で仕込む例もあるが、嫌がらせや業務妨害という実質的な被害として受け取られるおそれもある。
2000年代に入ってはチェーンメールなどでジョークプログラムがリードミーファイルを添付しない形で出回り、これが「便利なツールソフトウェア」などとして利用者を騙してインストールさせるといった悪用事例が頻発した。プログラム終了や除去が困難なように設計されたものもみられたため、一部のアンチウイルスソフトウェアでは駆除対象のプログラムと認識されている例もある。

## 類似するソフトウェア
類似するものとしてはバーチャルペット（バーチャルキャラクターなど）といった、コンピュータ上で他の動作を妨げない程度に機能して、時々面白い動作をして目を和ませるものが存在する。またスクリーンセーバーのように、コンピュータを使用していないときだけ動作して、画面の焼き付きを防ぐと共に、見て楽しむ様々なソフトウェアが存在している。
その一方で、不謹慎ゲームのようなものでは、ゲームとしては成立していないためにジョークプログラムの一種とみなされるものが存在する。これはその手の「不謹慎ネタ」を扱ったソフトウェアが一過性の現象を扱っているために拙速に走って内容は等閑であることにも絡むが、これは見る側を選ぶブラックユーモア（→イロニー・皮肉）であったり、あるいは制作者のセンスが社会的に拙いものである場合には、使う側が不快感を催すという意味で、ジョークというよりも性質の悪いマルウェアに分類されることもある。
コンピュータウイルスにもジョークプログラムに類似の動作を行うものが存在するが、ジョークソフトは“意図せず感染してしまう”コンピュータウイルスとは異なり、ユーザーによって能動的に実行される。また、実行後の物理的被害を引き起こすことはまず無く、また他のコンピュータに勝手にインストールされようとする挙動（伝染行為）も起こさない。しかしジョークプログラムに偽装したコンピュータウイルスなども確認されており、娯楽のつもりで動作させるとコンピュータに感染してしまうケースも報告されている。
悪質なアドウェアでは、インストールされた後に定期的に広告を表示して作業を妨害するなど迷惑な挙動をするものもあるが、これもジョークとはいえず、特にインストール前には利用者にその旨をきちんと説明していないようなソフトウェアは、完全なマルウェアである。